# (6074) Bechtereva
(6074) Bechtereva est un astéroïde de la ceinture principale.

## Description
(6074) Bechtereva est un astéroïde de la ceinture principale. Il fut découvert le 24 août 1968 à Naoutchnyï par Tamara Smirnova. Il présente une orbite caractérisée par un demi-grand axe de 2,39 UA, une excentricité de 0,22 et une inclinaison de 1,6° par rapport à l'écliptique.

## Compléments